# Sussie Weinold
Sussie Weinold er en dansk dokumentarfilminstruktør og manuskriptforfatter. Hun er uddannet manuskriptforfatter fra Den Danske Filmskole

## Filmografi
- Small faces, 10 kortfilm (2006)
- "Familien", dokumentarserie (2007)
- Kunsten at overleve som barn, dokumentarserie (2010)
- Shanne, dokumentarserie (2012)
- Shanne og veninderne, dokumentar (2012)
- "Pigeværelset", 21 kortfilm
- "Gadedans", dokumentarserie
- "Sådan er kærligheden", dokumentar (2013)